# Krzysztof Boguszewski

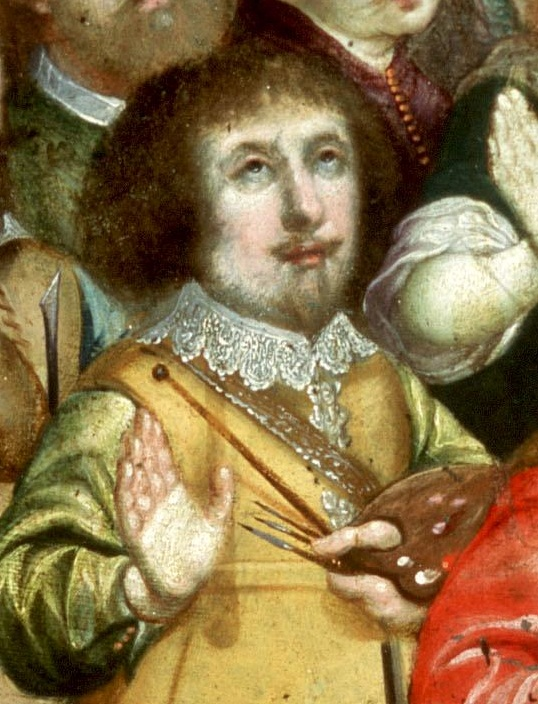
Selbstbildnis

Krzysztof Aleksander Boguszewski (* um 1590; † 1635 in Poznań, Polen-Litauen) war ein polnischer Maler und Priester in Poznań.

## Leben

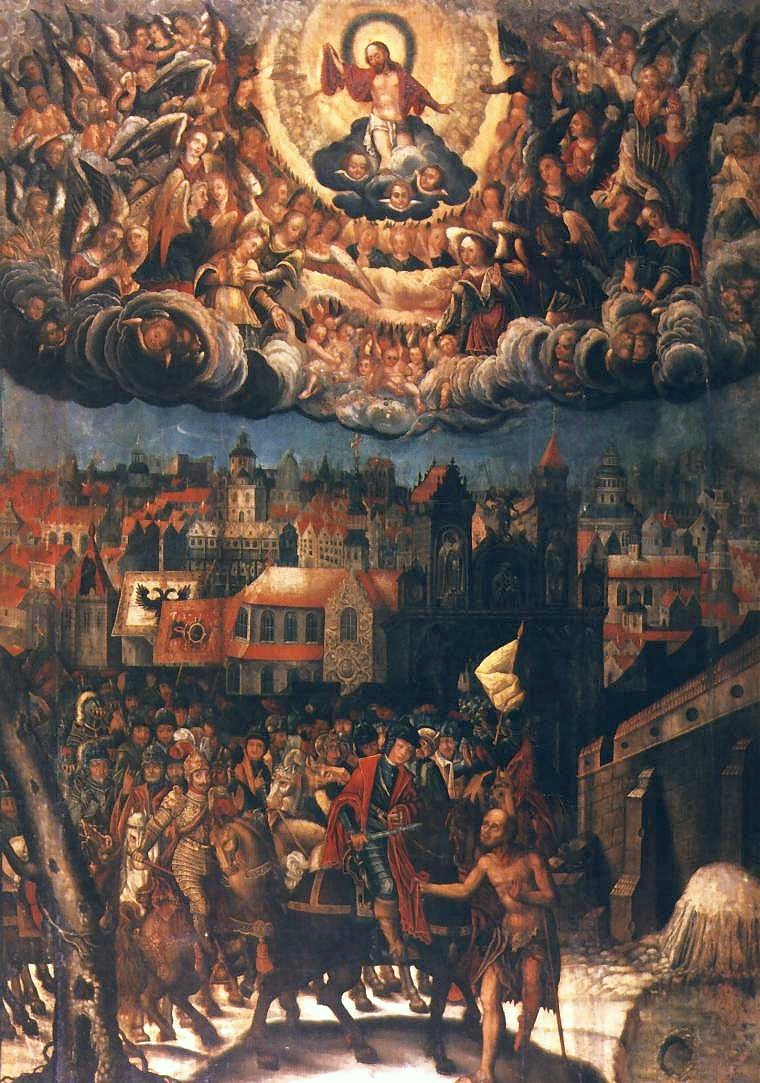
Ankunft des heiligen Martin in Amiéns, 1628, Posener Dom

Krzysztof Boguszewski  stammte aus der polnischen Adelsfamilie Opoja aus dem Kulmer Land.
1623 wurde er von König Sigismund III. Wasa zum serwitor (Ehrentitel für Künstler) ernannt wegen seiner hervorragenden Malerei (arte pictoria excellentiam). Spätestens seit 1624 lebte er in Posen.
1630 wurde Boguszewski zum Propst an der Kirche St. Adalbert (św. Wojciecha) ernannt und erhielt im folgenden Jahr die Weihe zum Kaplan. 1634 wurde er auch Stiftsherr im Kollegiatstift St. Maria Magdalena in Posen.
Am 13. Januar 1635 verfasste Boguszewski sein Testament, am 12. Februar des gleichen Jahres verstarb er. Er wurde an der Adalbert-Kirche bestattet.

## Wirken
Von Krzysztof Boguszewski sind Gemälde vor allem in Kirchen bekannt. Er wird zu den wichtigen Barockmalern in Polen gezählt.
- Schlacht bei Grundwald (Bitwa pod Grunwaldem), 1627–1631, Rathaus Altstadt Danzig, nicht erhalten
- Apostel Paulus (Św. Paweł), 1628, Altargemälde, Kloster Paradies
- Ankunft des heiligen Martin in Amiéns (Wjazd św. Marcina do Amiens), 1628, Altargemälde, Kloster Paradies; 1857 in Kathedrale St. Peter und Paul Poznań, jetzt in der dortigen Kapelle St. Martin, einzige erhaltene Signatur von ihm[1]
- Unbefleckte Empfängnis Mariens (Niepokalane Poczęcie), 1628, Kloster Paradies, nach 1834 in Posener Dom, jetzt in Diözesanmuseum Posen[2]
- Himmlisches Jerusalem (Niebieskie Jeruzalem), um 1628, Kloster Paradies, nach 1834 in Posener Dom, Kapelle Mariä und der heiligen Engel (kaplica Matki Boskiej i Świętych Aniołów).
- Engel des Zorns (Anioł Stróża), Kirche St. Adalbert Poznań, Zuschreibung (Boguszewski war Gründer dieses Altars und Mitglied der Bruderschaft des zornigen Engels (Bractwa Aniołów Stróżów))[3]
- Maria mit dem Kind (Matki Boskiej z Dzieciątkiem), Kirche Otorowo, Zuschreibung[4]
- Maria, Kirche Biechowo, Zuschreibung[5]